# Thiess
Thiess, známý jako Livonský vlkodlak, byl muž který v roce 1692 v Jürgensburgu ve Švédském Livonsku tvrdil že je vlkodlakem, který třikrát ročně bojuje s ďáblem a čarodějníky za úrodu polí. Kurióznost jeho výpovědi vedla různé badatele k rozličným, často velmi odlišným, interpretacím celého případu.

## Soudní případ
V roce 1692 byl k soudu v Jürgensburgu, dnešním lotyšském Zaube, přiveden osmdesátiletý stařík jménem Thiess, kterého sousedé označovali za modloslužebníka. Ten uvedl že třikrát do roka: v předvečer svaté Lucie, svatojánskou noc a na letnice, se společně s dalšími livonskými vlkodlaky shromáždí a vtrhnou do pekla. To mělo ležet „na konci moře“ nebo jak se později opravil v podzemí a se svými společníky zde bojoval s ďáblem a čarodějníky. Vlkodlaci byli ozbrojeni železnými důtkami, zatímco jejich protivníci násadami od košťat zabalenými do koňských ocasů. Taktéž označil vlkodlaky za „psi boží“ a zmínil že kromě těch livonských existují i němečtí, ti ale bojují s ďábly v odděleném pekle. Cílem bitev bylo zajištění plodnosti polí, čarodějové totiž v pekle ukrývali ukradené obilí určené k osetí a dobytek a porážka vlkodlaků měla vést k hladomoru, zatímco jejich vítězství k bohaté úrodě. Dále pak uvedl že před lety mu jeden čarodějník, sedlák zvaný Skeistan, který byl v době soudu už po smrti přerazil nos.
Přes přesvědčování soudů a přivolaného vesnického pastora se Thiess odmítal přiznat k paktu s Ďáblem, potažmo čarodějnictví, a naopak trval na že bojuje ve službách Božích a stejně jako ostatní vlkodlaci se dostane do nebe. Z toho důvodu se odmítl kát a bylo mu uloženo deset ran důtkami za víru v ďábelské bludy a neúctu ke státním a církevním autoritám.

## Výklad
Prvním badatelem který upozornil na existenci procesu byl lotyšský historik Hermann von Bruiningk, který v roce 1924 vydal jeho transkript. Následně byl zmíněn rakouským filologem Ottou Höflerem v jeho knize Kultische Geheimbünde der Germanen „Kultovní tajné společnosti Germánů“ z roku 1934, která spojovala vlkodlactví s indoevropskými společnostmi bojovníků, známými pod německým výrazem Männerbünde. Dalším badatelem který se Thiessem zabýval byl italský historik Carlo Ginzburg, který jej v roce 1966 srovnal s furlánskými benandanty, kteří taktéž bojovali za plodnost, a odmítl souvislost mezi ním a  Höflerovými „válečnickými mýty“. Ve své knize Noční příběh z roku 1989 pak Thiesse, benandanty a další extatické bojovníky za plodnost spojil s lidovými představami s kořeny v eurasijském šamanismu. Proti Ginzburgově interpretaci se vyjádřil americký historik náboženství Bruce Lincoln, který případ chápal spíše v kontextu socioekonomických vztahů mezi livonskými poddanými, jako byl Thiess, a německými elitami, jako byli soudci. Ginzburg a Lincoln později v roce 2020 společně vydali knihu Old Thiess, a Livonian Werewolf: A Classic Case in Comparative Perspective „Starý Thiess, livonský vlkodalk: Klasický případ v komparativní perspektivě” obsahující mimo jiné vzájemnou diskusi nad odlišnostmi jejich interpretací.
Ginzburg kromě toho upozornil že Thiess není jediným „livonským vlkodlakem“ známým z historických pramenů. V díle Christlich Bedenken und Erinnerung von Zauberey „Křesťanské a památné pojednání o magii“ z roku 1585 německý humanista Hermann Witekind zmiňuje jak se v dobách svého mládí v Livonsku setkal s uvězněným mužem, který se označoval za vlkodlaka. Ten se smál jako blázen a tvrdil že o velikonoční noci se proměnil ve vlka a zamířil k veliké řece, do vězení se vrátil jen na příkaz svého mistra. Z Witekindovy zprávy zjevně čerpal i další německý humanista, Caspar Peucer, který ve svém spise Commentarius de praecipuis divinationum generibus „Komentář k hlavním typům věštění“ z roku 1560 uvádí další podrobnosti. Zmiňuje tak že muž vypověděl že zmínil existenci dalších vlkodlaků, jejich boj s čaroději a proměnu ve vlky během vánočního dvanáctidenní.